# 戸部けいこ
戸部 けいこ（とべ けいこ、1957年7月30日 - 2010年1月28日）は、日本の漫画家。兵庫県尼崎市出身。本名非公表。作品に『光とともに…』がある。

## 人物
関西大学経済学部を卒業後、1986年に秋田書店『月刊プリンセス』掲載の『亜季のゴール』で漫画家活動を開始。家族構成は、戸部本人と夫、長男、次男の4人家族。2人の息子は戸部の仕事を助けていた。影響を受けた人物・事柄として、槇村さとると山崎豊子、自らの育児経験を挙げる。
『フォアミセス』（秋田書店）で連載した『光とともに…』は、多くの自閉症の子供を抱える親、施設関係の人に取材を重ねて描いた作品であり、2004年に第8回文化庁メディア芸術祭マンガ部門優秀賞を受賞したほか、同年4月には日本テレビでテレビドラマ化された。その後、韓国・香港・台湾・アメリカ合衆国・カナダでも、現地語に翻訳されて出版された。
2009年には中皮腫を患い、同年3月号から同作を休載して闘病生活を送り、2010年1月28日に千代田区内の病院にて満52歳で死去した。『光とともに…』は未完の遺作となったが、後に未単行本化の原稿や病床に残された未発表の原稿とネーム、『光とともに…』に先駆けて『フォアミセス』に掲載された2作品（『さんきゅう先生』『春のまなざし』）が編集され、第15巻が刊行された。

## 作品
国立国会図書館蔵書。
- 亜季のゴール （月刊プリンセス掲載、秋田書店、1986年）
- 夢戦士シャドウ （プリンセスコミックス、秋田書店、1987年）
- ミステリー劇場 （プリンセスコミックス、全7巻、秋田書店、1989年 - 1992年）
- びいどろ怪談 （プリンセスコミックス、全4巻、秋田書店、1993年 - 1995年）
- アナンの地球 （プリンセスコミックス、全3巻、秋田書店、1996年 - 1997年）
- 幕末魔法陣 （プリンセスコミックス、全5巻、秋田書店、1998年 - 2000年）
- 光とともに… （全15巻、秋田書店、2001年 - 2010年）